# روح یخ‌زده
روح یخ‌زده (انگلیسی: The Frozen Ghost) فیلمی در ژانر ترسناک به کارگردانی هارولد یانگ است که در سال ۱۹۴۵ منتشر شد. از بازیگران آن می‌توان به لان چینی جونیور و ایولین انکرز اشاره کرد.